# Roque Júnior
José Vítor Roque Júnior (Santa Rita do Sapucaí, Minas Gerais, 31 de agosto de 1976) es un exfutbolista y entrenador brasileño. Jugaba de defensa y, entre 1999 y 2005, disputó cincuenta partidos con la selección brasileña.

## Carrera

### Jugador
José Vítor Roque Júnior nació el 31 de agosto de 1976 en Santa Rita do Sapucaí (Minas Gerais). Se formó en el club de su ciudad, Santarritense, donde debutó profesionalmente en 1993 y jugó hasta que fichó por São José un año después. Allí, estuvo una temporada y más tarde fichó por Palmeiras, club en el que se lo empezó a comparar con Luís Pereira por su estilo de juego. Su técnica le permitió jugar también de centrocampista.
En el club paulista jugó 207 partidos, anotó dieciséis goles y ganó seis títulos, entre ellos la Copa Libertadores 1999. En julio del año 2000, el Milan lo compró por diez millones de dólares, y en tres años ganó una Copa Italia y una Liga de Campeones, ambas en la temporada 2002-03. El 1 de septiembre de 2003, fue cedido por una campaña al Leeds United, pero tras siete partidos canceló el préstamo y terminó por unirse al Siena el 27 de enero de 2004, hasta final de temporada.
En julio de 2004 el Milan lo liberó, por lo que procedió a firmar por tres temporadas con el Bayer Leverkusen. A principios de 2007, dejó el club tras lesionarse el talón de Aquiles y, para la temporada 2007-08, se unió por un año al Duisburgo. Sin embargo, el 24 de enero de 2008 se informó que el jugador pidió la rescisión de su contrato, debido a que no se sentía capaz de seguir jugando en la liga alemana. El 16 de abril se acordó su llegada al Al-Rayyan catarí, que dirigía Paulo Autuori, por una temporada. El 16 de septiembre, regresó a Palmeiras y firmó un contrato hasta finales de 2008, con posibilidad de extensión. No obstante, tras disputar siete encuentros y algunas lesiones musculares, se desvinculó de la institución en diciembre. En enero de 2010, después de un año sin actividad, comenzó a entrenar en las instalaciones del Ituano, que lo presentó oficialmente el 23 de febrero. Se retiró ese mismo año.
También fue internacional con su selección brasileña entre 1999 y 2005, años en los que jugó cincuenta partidos y fue titular en la Copa Mundial de Fútbol de 2002, donde se consagró campeón. Además, ganó la Copa FIFA Confederaciones 2005 y disputó la Copa América 2001 de Colombia.

#### Participaciones en Copas del Mundo
| Copa                           | Sede                  | Resultado |
| ------------------------------ | --------------------- | --------- |
| Copa Mundial de Fútbol de 2002 | Corea del Sur y Japón | Campeón   |

#### Participaciones en Copas América
| Copa              | Sede     | Resultado        |
| ----------------- | -------- | ---------------- |
| Copa América 2001 | Colombia | Cuartos de final |

#### Participaciones en Copas Confederaciones
| Copa                      | Sede     | Resultado |
| ------------------------- | -------- | --------- |
| Copa Confederaciones 2005 | Alemania | Campeón   |

### Entrenador
Se formó en la Universidade Trevisan y la Universidade do Futebol. Además de su carrera como futbolista, fundó el Futebol Clube Primeira Camisa, fue segundo observador de la selección brasileña de Luiz Felipe Scolari para la Copa Mundial de Fútbol de 2014, y trabajó de director deportivo en el Paraná Clube. Dirigió al XV de Piracicaba en las primeras seis fechas del Campeonato Paulista 2015 y en virtud de los malos resultados, cinco derrotas y solo una victoria, el 22 de febrero presentó su renuncia.
A principios de 2016, empezó a trabajar de asistente técnico en los equipos sub-15 y sub-17 de la Lazio, donde se enfocó mayormente en los aspectos defensivos y se marchó a los «cuatro o cinco meses». El 9 de marzo de 2017, asumió como entrenador del Ituano, pero a los tres meses lo despidieron tras conseguir cinco victorias, siete empates y tres derrotas. El 6 de junio de 2018, se anunció su incorporación a la Ferroviária como director deportivo, cargo que ocupó hasta el 10 de diciembre de 2019.

## Clubes

### Como jugador
| Club               | País       | Año       |
| ------------------ | ---------- | --------- |
| Santarritense      | Brasil     | 1993-1994 |
| São José           | Brasil     | 1994-1995 |
| Palmeiras          | Brasil     | 1995-2000 |
| A. C. Milan        | Italia     | 2000-2003 |
| Leeds United       | Inglaterra | 2003-2004 |
| A. C. Siena        | Italia     | 2004      |
| Bayer Leverkusen   | Alemania   | 2004-2007 |
| M. S. V. Duisburgo | Alemania   | 2007-2008 |
| Al-Rayyan          | Catar      | 2008      |
| Palmeiras          | Brasil     | 2008      |
| Ituano F. C.       | Brasil     | 2010      |

### Como entrenador
| Club             | País   | Año  | P  | PG | PE | PP | % p.  |
| ---------------- | ------ | ---- | -- | -- | -- | -- | ----- |
| XV de Piracicaba | Brasil | 2015 | 6  | 1  | 0  | 5  | 16.67 |
| Ituano F. C.     | Brasil | 2017 | 15 | 5  | 7  | 3  | 48.89 |

## Palmarés

### Campeonatos regionales
| Título               | Club      | País      | Año  |
| -------------------- | --------- | --------- | ---- |
| Campeonato Paulista  | Palmeiras | San Pablo | 1996 |
| Torneo Río-São Paulo | Palmeiras | Brasil    | 2000 |
| Campeonato Paulista  | Palmeiras | San Pablo | 2008 |

### Campeonatos nacionales
| Título         | Club        | País   | Año     |
| -------------- | ----------- | ------ | ------- |
| Copa de Brasil | Palmeiras   | Brasil | 1998    |
| Copa Italia    | A. C. Milan | Italia | 2002-03 |

### Campeonatos internacionales
| Título                       | Equipo (*)          | País                  | Año     |
| ---------------------------- | ------------------- | --------------------- | ------- |
| Copa Mercosur                | Palmeiras           | Brasil                | 1998    |
| Copa Libertadores            | Palmeiras           | Brasil                | 1999    |
| Copa Mundial de Fútbol       | Selección de Brasil | Corea del Sur y Japón | 2002    |
| Liga de Campeones de la UEFA | A. C. Milan         | Inglaterra            | 2002-03 |
| Copa Confederaciones         | Selección de Brasil | Alemania              | 2005    |

(*) Incluye la selección